# Ácido urofuránico

Ácidos urofuránicos: R = H ó CH_{3}

Los ácidos urofuránicos son un grupo de ácidos dicarboxílicos que contienen un anillo de furano y emergen como un producto metabólico de los ácidos grasos furanoicos.

## Distribución en la naturaleza
Los ácidos urofuránicos de cadena corta se encuentran en grandes cantidades en algas y microorganismos marinos, los animales y en la sangre y en la orina humana.

## Fisiología
En el caso de uremia los ácidos urofuránicos se acumulan en la sangre, especialmente el ácido (3-carboxi-4-metil-5-propil-2-furil)propiónico ( CMPF), n = m = 2, R = CH3). Debido a su fuerte unión con la albúmina humana del suero, este metabolito no se elimina por hemodiálisis. Sin embargo, el CMPF se puede eliminar por medio de diálisis peritoneal. El CMPF es el principal inhibidor de unión a proteínas agentes y a una toxina urémica. La Ka de unión del CMPF a la albúmina es de 1,3 x 107 mol-1.

## Descubrimiento
Los ácidos urofuránicos fueron descubiertos en 1979 por el químico austríaco Michael y Spiteller Gerhard en la Universidad de Bayreuth como un producto metabólico de los ácidos grasos furanoides en la orina.